# Irek Kusmierczyk
Irek Kusmierczyk est un homme politique polono-canadien, né le 16 janvier 1978 à Kraśnik en Pologne, élu député de la circonscription de Windsor—Tecumseh à la chambre des Communes du Canada, à la suite des élections fédérales canadiennes de 2019. Avant son élection à la Chambre, il était conseiller municipal au sein du conseil de la ville de Windsor.

## Biographie
Il est né à Kraśnik en Pologne. Sa famille est arrivée au Canada en 1983 en tant que réfugiés politiques après que son père a été emprisonné en tant que membre du mouvement Solidarność, s'opposant à la dictature communiste et établissant le premier syndicat libre et indépendant en Europe de l'Est communiste. Ils s'installent immédiatement à Windsor où son père a travaillé comme ingénieur dans l'industrie automobile.
Il est diplômé d'un doctorat en sciences politiques de l'université Vanderbilt, titulaire d'une maîtrise de lettres en étude de l'Europe centrale et de l'est de l'université Jagellonne, d'une maîtrise de sciences politiques de la London School of Economics, et d'un diplôme universitaire en journalisme de l'université Carleton. Il a travaillé au sein du gouvernement au ministère des affaires étrangères en tant que membre du conseil atlantique du Canada, promouvant l'OTAN au Canada, et a publié un chapitre de livre sur la coopération environnementale transfrontalière entre les gouvernements locaux autour du bassin des Grands Lacs. Il a travaillé sur la médiation des espèces en danger autour du parc Ojibway, dans le cadre du projet d'autoroute verte Windsor Essex.

## Résultats électoraux
|       | Candidat         | Parti              | # de voix | % des voix |
|       | Denise Ghanam    | Conservateur       | +14 945,  | 33,55 %    |
|       | Irek Kusmierczyk | Libéral            | +05 764,  | 12,94 %    |
|       | (x) Joe Comartin | NPD                | +22 235,  | 49,92 %    |
|       | Kyle Prestanski  | Vert               | +01 354,  | 3,04 %     |
|       | Laura Chesnik    | Marxiste-léniniste | +00242,   | 0,54 %     |
| Total | Total            | Total              | 44 540    | 100 %      |

Source : Élections Canada

## Source
- (en) Cet article est partiellement ou en totalité issu de l’article de Wikipédia en anglais intitulé « Irek Kusmierczyk » (voir la liste des auteurs).